# Gedimu

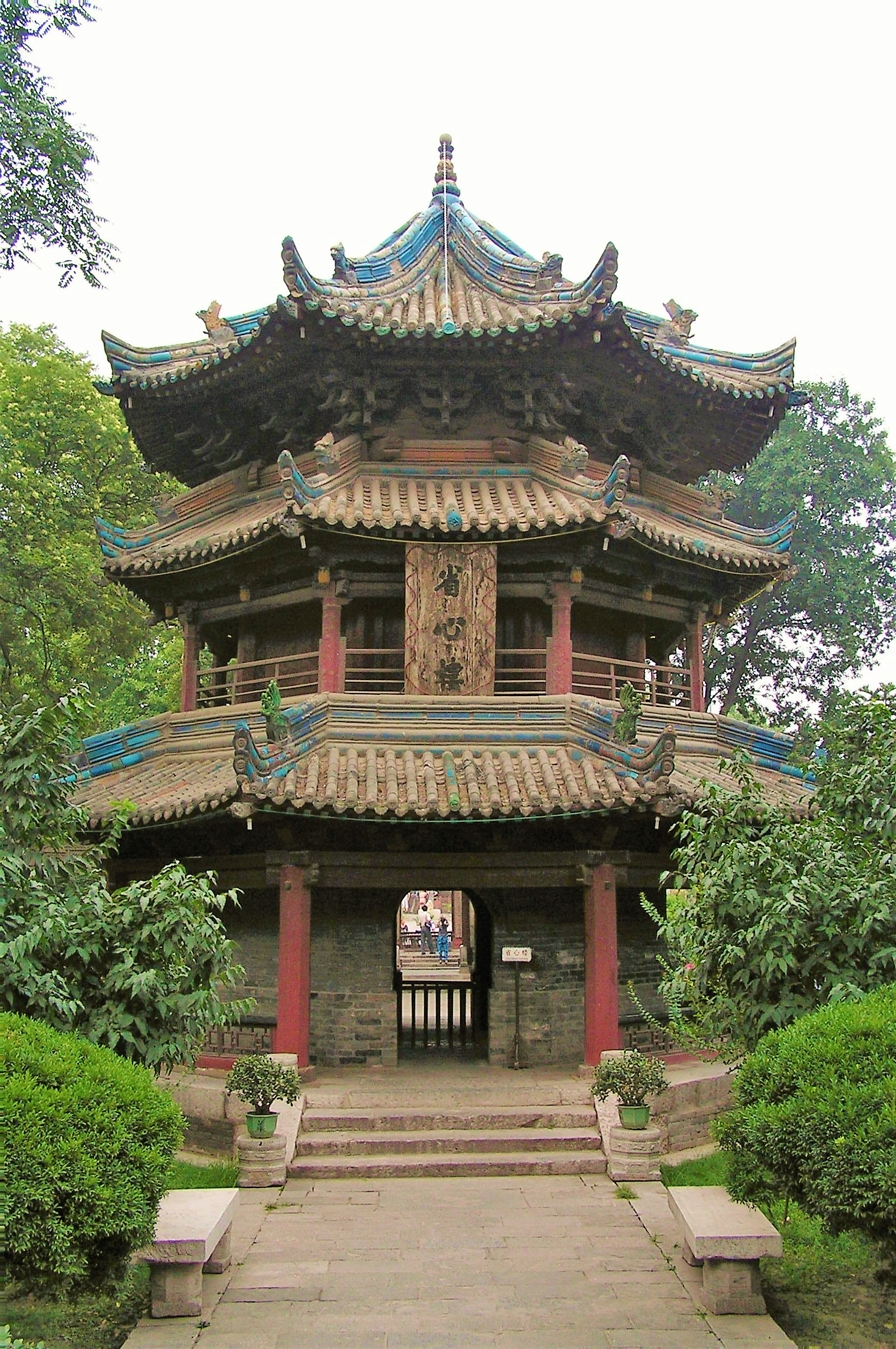
Das Minarett der Moschee zu Xi’an in der chinesischen Provinz Shaanxi, eine der größten Moscheen Chinas

Gedimu (chinesisch, von arabisch قديم qadīm für „alt“) oder Qadim ist die früheste Schule des Islam in China. Es ist eine hanafitische, nicht-sufistische Schule der Sunni-Tradition. Ihre Anhänger sind um lokale Moscheen zentriert, die als relativ unabhängige Einheiten fungieren.
Es ist die zahlenmäßig größte islamische Schulrichtung in China und die bei den Hui, Dongxiang, Salar, Bonan die am meisten verbreitete Schultradition des Islam.
Seit der Islam zuerst während der Tang-Dynastie nach China eingeführt wurde, erfuhr er bis zur Ming-Zeit keine Aufspaltungen. Ende der Ming-, Anfang der Qing-Dynastie gelangte verstärkt der Sufismus nach China. Insbesondere in Xinjiang, Gansu und Qinghai begann sich der muslimische Glaube zu wandeln und die neuen Richtungen wurden als Alte Lehre/Neuer Glaube/Neue Religion (chin. xinpai oder xinjiao) bezeichnet. Diejenigen, die an den alten Glaubensformen festhielten, wurden Angehörige des Gedimu oder Laojiao (der Alten Lehre / des Alten Glaubens / der Alten Religion) genannt.
In ihren religiösen Ideen behält diese Schule die grundlegenden islamischen Prinzipien des Tauhīd bei. In der religiösen Praxis erfordert dies von den Gläubigen eine strikte Einhaltung des Prinzips des Rukun, der fünf Grundpflichten des Islam.
In der langen Zeit ihrer Entwicklung bildete sich eine konservative Tradition. Sie ist gegen unorthodoxe Neuerungen und hält an alten Regeln fest, ohne Einmischung in die Angelegenheiten anderer Konfessionen.
Ein weiteres wichtiges Merkmal der Schule ist, dass sie einen Schwerpunkt auf Kultur und Bildung legt. Von den Moscheen organisiert besuchen sie die Kinder aus ihrem Viertel, um hier religiösen Unterricht zu erhalten. Gewöhnlich werden arabische und persische Schriften studiert.
Qadim hat die längste Verbreitungsgeschichte in China. In seiner Entwicklung ist die Schule von der chinesischen Kultur beeinflusst worden und hat viele han-chinesische Sitten und Bräuche in ihre Riten aufgenommen. Die Sakralarchitektur ist von der anderer muslimischer Gebiete verschieden. Qadim war das Resultat des sunnitischen Glaubens unter einer bestimmten Umgebung im chinesischen Hinterland.
Qadim zählt zusammen mit Ichwan und Xidaotang zu den Drei großen Schultraditionen Chinas.

### Nachschlagewerke
- Cihai („Meer der Wörter“), Shanghai cishu chubanshe, Shanghai 2002, ISBN 7-5326-0839-5.